# Сюссе, Леон
Анри Леон Виктор Сюссе (фр. Henri Léon Victor Susse; 23 сентября 1844 года, старый II округ Парижа — 16 февраля 1910 года, XVII округ Парижа) — французский яхтсмен, дважды серебряный призёр летних Олимпийских игр 1900 года.
На Олимпиаде 1900 принял участие в двух гонках среди лодок водоизмещением от 2 до 3 тонн в парусном спорте на собственной лодке Favorite. Вместе с экипажем из Огюста Године, Жака Дусе и Анри Мияларе, будучи рулевым, он пришёл в обеих гонках вторым, выиграв две серебряных медали.